# Râul Berci
Râul Berci este un râu din România, afluent al râului Neajlov, în care se varsă în localitatea Oarja, Județul Argeș. 